# Diana Dimowa
Diana Dimowa (bulgarisch Диана Димова; * 7. August 1984, engl. Transkription Diana Dimova) ist eine bulgarische Badmintonspielerin.

## Karriere
Diana Dimowa siegte schon als Junior bei den Cyprus International und den Greece International. 2003 siegte sie erstmals national bei den Erwachsenen, gefolgt von Siegen bei den Bulgarian International, Romanian International und Polish International.

## Sportliche Erfolge
| Saison | Veranstaltung                                 | Disziplin   | Platz | Partner                 |
| ------ | --------------------------------------------- | ----------- | ----- | ----------------------- |
| 2000   | Cyprus International                          | Damendoppel | 1     | mit Dobrinka Smilianowa |
| 2001   | Greece International                          | Dameneinzel | 1     |                         |
| 2001   | Greece International                          | Mixed       | 1     | mit Julian Christow     |
| 2002   | Bulgarien: Einzelmeisterschaften der Junioren | Mixed       | 1     | mit Julian Christow     |
| 2002   | Cyprus International                          | Mixed       | 1     | mit Julian Christow     |
| 2003   | Greece International                          | Mixed       | 1     | mit Julian Christow     |
| 2003   | Bulgarien: Einzelmeisterschaften der Junioren | Damendoppel | 1     | mit Doroteia Nenkova    |
| 2003   | Bulgarien: Einzelmeisterschaften der Junioren | Dameneinzel | 1     |                         |
| 2003   | Bulgarien: Einzelmeisterschaften der Junioren | Mixed       | 1     | mit Julian Christow     |
| 2003   | Bulgarien: Einzelmeisterschaften              | Mixed       | 1     | mit Julian Christow     |
| 2005   | Bulgarian International                       | Damendoppel | 1     | mit Petja Nedeltschewa  |
| 2006   | Romanian International                        | Damendoppel | 1     | mit Petja Nedeltschewa  |
| 2006   | Romanian International                        | Mixed       | 1     | mit Stilijan Makarski   |
| 2006   | Bulgarien: Einzelmeisterschaften              | Damendoppel | 1     | mit Petja Nedeltschewa  |
| 2006   | Bulgarian International                       | Damendoppel | 1     | mit Petja Nedeltschewa  |
| 2007   | Türkei: Internationale Meisterschaften        | Damendoppel | 2     | mit Petja Nedeltschewa  |
| 2007   | Greece International                          | Damendoppel | 1     | mit Petja Nedeltschewa  |
| 2007   | Bulgarien: Einzelmeisterschaften              | Mixed       | 1     | mit Wladimir Metodiew   |
| 2007   | Bulgarien: Einzelmeisterschaften              | Damendoppel | 1     | mit Petja Nedeltschewa  |
| 2007   | Balkanmeisterschaft                           | Dameneinzel | 1     |                         |
| 2008   | Bulgarien: Einzelmeisterschaften              | Damendoppel | 1     | mit Petja Nedeltschewa  |
| 2008   | Bulgarien: Einzelmeisterschaften              | Mixed       | 1     | mit Stilijan Makarski   |
| 2008   | Romanian International                        | Mixed       | 1     | mit Stilijan Makarski   |
| 2009   | Bulgarien: Einzelmeisterschaften              | Mixed       | 1     | mit Stilijan Makarski   |
| 2009   | Polish International                          | Damendoppel | 1     | mit Petja Nedeltschewa  |
| 2011   | Bulgarien: Einzelmeisterschaften              | Damendoppel | 1     | mit Petja Nedeltschewa  |
| 2011   | Bulgarien: Einzelmeisterschaften              | Mixed       | 1     | mit Stilijan Makarski   |